# Мамаївська сільська територіальна громада
Мамаївська сільська об'єднана територіальна громада — об'єднана територіальна громада в Україні, в Чернівецькому районі Чернівецької області. Адміністративний центр — село Мамаївці.
Площа громади — 155.5 км²

Населення — 21029 мешканців.
Утворена 9 серпня 2017 року шляхом об'єднання Лужанської селищної ради та Мамаївської сільської ради Чернівецького району.

## Населені пункти
Станом на 2020 рік до складу громади входять 12 населених пунктів — 1 селище (Лужани) і 11 сіл: Біла, Бурдей, Глиниця, Драчинці, Дубівці, Коростувата, Мамаївці, Нові Драчинці, Новий Киселів, Ревне, Стрілецький Кут.